# Jordan Teze
Jordan Teze (Groninga, 30 de setembro de 1999) é um futebolista holandês que atua como lateral-direito. Atualmente defende o Monaco e a Seleção Neerlandesa de Futebol.

## Biografia

### Primeiros anos
Descendente congolês, Jordan Teze nasceu em Groninga, nos Países Baixos. Iniciou sua carreira no futebol nas categorias de base do PSV.

## Carreira

### PSV
Teze foi promovido a equipe profissional do PSV em 2019, aos vinte anos de idade. Em 29 de maio de 2022, teve seu contrato renovado com o clube holandês até 2025. Como atleta do clube, participou de conquistas como duas conquistas da Copa dos Países Baixos, nas temporadas de 2021–22, 2022–23 e das três edições consecutivas vencidas pelo PSV – 2021, 2022 e 2023 – da Supercopa dos Países Baixos.

### Monaco
No dia 20 de agosto de 2024, o Monaco, clube da Ligue 1, anunciou a contratação de Teze. O holandês assinou um contrato válido até 2029 com o clube monegasco e custará ao clube cerca de 12 milhões de euros.

## Carreira internacional
Representou a Holanda no Campeonato Europeu de Futebol Sub-17 de 2016, na competição em que a equipe holandesa foi eliminada nas semifinal por Portugal após derrota por 2 a 0. Voltou a defender o país no Campeonato Europeu de Futebol Sub-21 de 2021, onde novamente a Holanda veio a despedir-se da competição na semifinal após uma derrota para Alemanha por 2 a 1.
Foi convocado para a seleção principal da Holanda para os amistosos contra a Dinamarca e a Alemanha em 26 e 29 de março de 2022, respectivamente, porém não atuou nessas partidas. Em partida válida pela Liga das Nações da UEFA, no dia 8 de junho de 2022, Teze estreou pela seleção holandesa, jogando os noventa minutos minutos na vitória por 2 a 1 sobre o País de Gales.[carece de fontes?]

## Estatísticas
| Clube                   | Temporada         | Liga              | Liga  | Liga | Copa  | Copa | Liga  | Liga | Europa | Europa | Outros | Outros | Total | Total |
| Clube                   | Temporada         | Divisão           | Jogos | Gols | Jogos | Gols | Jogos | Gols | Jogos  | Gols   | Jogos  | Gols   | Jogos | Gols  |
| ----------------------- | ----------------- | ----------------- | ----- | ---- | ----- | ---- | ----- | ---- | ------ | ------ | ------ | ------ | ----- | ----- |
| PSV (Categoria de base) | 2017–18           | Eerste Divisie    | 16    | 1    | —     | —    | —     | —    | —      | —      | —      | —      | 16    | 1     |
| PSV (Categoria de base) | 2018–19           | Eerste Divisie    | 18    | 3    | —     | —    | —     | —    | —      | —      | —      | —      | 18    | 3     |
| PSV (Categoria de base) | 2019–20           | Eerste Divisie    | 11    | 0    | —     | —    | —     | —    | —      | —      | —      | —      | 11    | 0     |
| PSV (Categoria de base) | Total             | Total             | 45    | 4    | —     | —    | —     | —    | —      | —      | —      | —      | 45    | 4     |
| PSV                     | 2018–19           | Eredivisie        | 0     | 0    | 1     | 0    | —     | —    | 0      | 0      | —      | —      | 1     | 0     |
| PSV                     | 2019–20           | Eredivisie        | 2     | 0    | 0     | 0    | —     | —    | 1      | 0      | 0      | 0      | 3     | 0     |
| PSV                     | 2020–21           | Eredivisie        | 33    | 0    | 3     | 0    | —     | —    | 9      | 0      | 0      | 0      | 45    | 0     |
| PSV                     | 2021–22           | Eredivisie        | 29    | 1    | 4     | 0    | —     | —    | 14     | 0      | 0      | 0      | 47    | 1     |
| PSV                     | 2022–23           | Eredivisie        | 27    | 0    | 4     | 0    | —     | —    | 11     | 0      | 1      | 0      | 43    | 0     |
| PSV                     | 2023–24           | Eredivisie        | 22    | 1    | 2     | 0    | —     | —    | 12     | 1      | 1      | 0      | 36    | 2     |
| PSV                     | Total             | Total             | 113   | 2    | 14    | 0    | —     | —    | 47     | 1      | 2      | 0      | 176   | 3     |
| Total da carreira       | Total da carreira | Total da carreira | 158   | 2    | 14    | 0    | 0     | 0    | 47     | 1      | 2      | 0      | 221   | 3     |

## Títulos
PSV
- Copa dos Países Baixos: 2021–22, 2022–23
- Supercopa dos Países Baixos: 2021, 2022, 2023
- Eredivisie: 2023–24